# فرنسيسكو كورونيل نافارو
فرنسيسكو كورونيل نافارو (بالإسبانية: Francisco Coronel Navarro)‏ هو رسام مكسيكي، ولد في 1941.